# Boquerón (departement)
Boquerón is een departement van Paraguay. Het heeft een oppervlakte van 91.669 km² en 61.107 inwoners (2012); voor 2016 is de prognose 61.713 inwoners. In het jaar 1992 werd het departement Nueva Asunción ingelijfd, waardoor de oude verhoudingen uit 1945 hersteld werden. Tegelijkertijd werd Filadelfia de nieuwe hoofdstad (voorheen Doctor Pedro P. Peña).
In het departement bevinden zich ook de meeste Duitse kolonies van de mennonieten: Fernheim, Menno en Kolonie Neuland. Ongeveer een derde van de bevolking in het departement spreekt Duits (Plautdietsch).
Boquerón bestond lange tijd uit één gemeente (in Paraguay un distrito genoemd): 
- Mariscal José Félix Estigarribia.

Vanaf december 2006 kwamen er nog twee gemeenten bij:
- Filadelfia, de nieuwe hoofdplaats van het departement
- Loma Plata.

## Bestuurlijke indeling
Het departement is verdeeld in vier districten.
| Nr. | District                         | Inwoners | Oppervlakte |
| --- | -------------------------------- | -------- | ----------- |
| 1   | Boquerón (Neuland)               | 16.764   | 23.832 km²  |
| 2   | Filadelfia                       | 20.595   | 13.879 km²  |
| 3   | Loma Plata                       | 20.545   | 1.787 km²   |
| 4   | Mariscal José Félix Estigarribia | 13.174   | 52.171 km²  |